# Vuelo 1600 de PNG Airlines
El 13 de octubre de 2011, el vuelo 1600 de Airlines PNG, un avión regional de Havilland Canada DHC-8-100 (conocido como Dash 8) operado por Airlines PNG, que realizaba un vuelo nacional de Lae a Madang, Papúa Nueva Guinea, se estrelló en una zona boscosa cerca de la desembocadura del Río Guabe tras quedarse sin potencia en los motores a 20 kilómetros al sur del aeropuerto de Madang en Madang, Papúa Nueva Guinea.28 personas murieron en el accidente y solo 4 de las 32 personas a bordo sobrevivieron.Es el accidente aéreo más mortífero en la historia de Papúa Nueva Guinea.
La investigación posterior encontró que la tripulación de vuelo había retrasado inadvertidamente las palancas de aceleración por debajo de la posición mínima permitida en vuelo (conocida como ralentí de vuelo), lo que provocó un exceso de velocidad en ambas hélices y la pérdida total de potencia del motor. Un mecanismo de "bloqueo beta" que habría evitado el exceso de velocidad incluso en caso de un ajuste erróneo de las palancas de potencia estaba disponible, pero no estaba instalado en la aeronave accidentada. Posteriormente, la instalación de dicho mecanismo se hizo obligatoria en todas las aeronaves DHC-8 del mundo.

## Aeronave

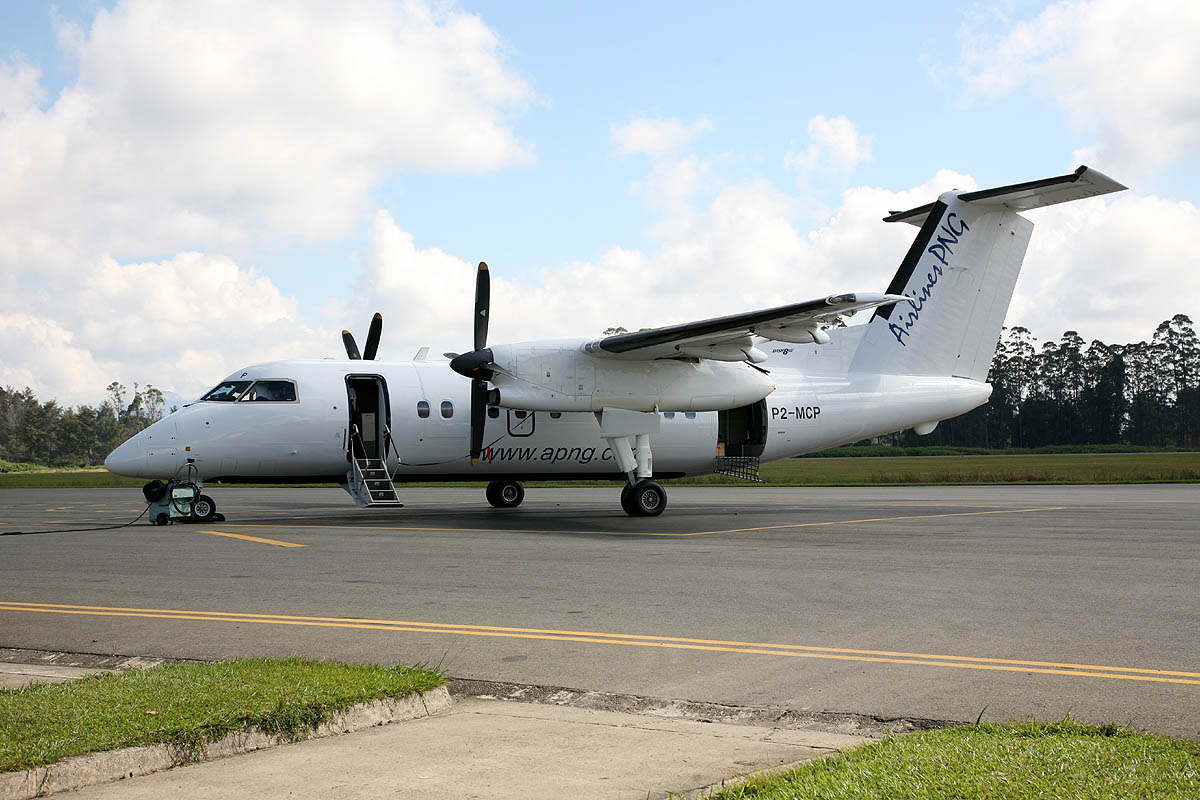
Aeronave idéntica a la del desastre

El avión involucrado era un bimotor de Havilland Canada DHC-8-102 con matrícula P2-MCJ de Papúa Nueva Guinea, volado por primera vez en 1988. Estaba equipado con dos motores turbohélice Pratt & Whitney Canada PW121 y hélices de velocidad constante.

## Vuelo

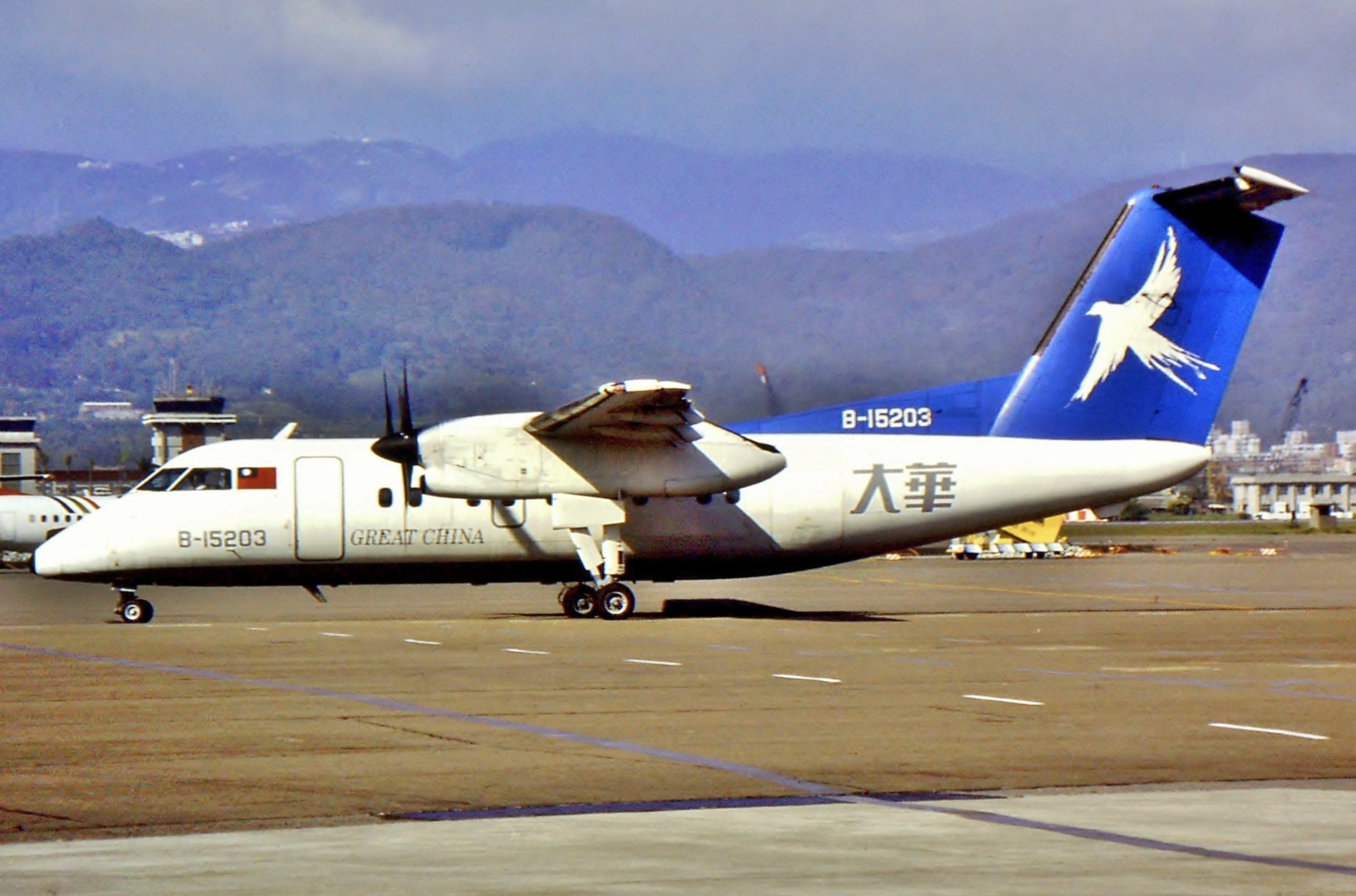
Gran China DHC8-100 B-15203 c/n 125 en Taipei-Sungshan (M2095 17-10-94 RCSS)

En la tarde de aquel día, el vuelo 1600 estaba realizando un vuelo de transporte público regular desde el aeropuerto de Lae Nadzab al aeropuerto de Madang. A bordo iban dos tripulantes de vuelo, un asistente de vuelo y 29 pasajeros.
El avión partió de Nadzab a las 16:47 hora local. El capitán, Bill Spencer, era un australiano de 64 años, que había acumulado 18.200 horas de experiencia de vuelo, de las cuales 500 en el Dash 8. El primer oficial, Campbell Wagstaff, era un neozelandés de 40 años, con 2.725 horas registradas, de las cuales 390 en el Dash 8. El comandante era el piloto de manejo. El avión subió a 16.000 pies con un tiempo estimado de llegada a Madang de 17:17. Una vez en el crucero, la tripulación de vuelo se desvió a la derecha de la ruta planificada del vuelo para evitar tormentas eléctricas y nubes.
La ruta planificada requería un descenso pronunciado hacia Madang y, aunque la aeronave descendía abruptamente, las hélices dejaron su configuración de crucero de 900 rpm, lo que provocó un aumento de la velocidad del aire. Ninguno de los pilotos notó que la velocidad aerodinámica aumentaba hacia la velocidad máxima de operación (VMO) ya que estaban «distraídos por el clima». Cuando la aeronave alcanzó el VMO al pasar a través de 10.500 pies, con una velocidad de descenso de entre 3.500 y 4.200 pies por minuto, sonó la advertencia de exceso de velocidad del VMO. 
El capitán le pidió a al copiloto que aumentara la velocidad de la hélice a 1.050 rpm para reducir la velocidad del avión. Él levantó la nariz de la aeronave en respuesta a la advertencia y esto redujo la velocidad de descenso a aproximadamente 2,000 pies por minuto, sin embargo, la advertencia de exceso de velocidad del VMO siguió sonando. 

### Velocidad excesiva de la hélice
El piloto al mando tiró las palancas de potencia hacia atrás, a través de la puerta de vuelo inactivo y en el rango beta de tierra. Momentos después, a 10,090 pies, ambas hélices sobrepasaron simultáneamente y excedieron sus revoluciones por minuto (rpm) máximas permitidas en más del 60%.
Las hélices con exceso de velocidad hicieron retroceder las turbinas de los motores (en lugar de las turbinas del motor que impulsan las hélices) y esto causó daños severos al motor izquierdo. El motor derecho no resultó tan dañado; su hélice se inclinó debido a un mal funcionamiento del sistema, por lo que la hélice ya no impulsaba hacia atrás la turbina. Sin embargo, no fue posible para los pilotos desenfundar la hélice derecha y generar un empuje utilizable del motor correcto, lo que significaba que un aterrizaje forzoso sin potencia era inevitable.
La emergencia tomó por sorpresa a ambos pilotos. Hubo confusión y conmoción en la cubierta de vuelo. Aproximadamente cuatro segundos después de que comenzara el exceso de velocidad de la doble hélice, la bocina de advertencia beta comenzó a sonar intermitentemente, aunque los pilotos declararon después que no la escucharon. 
La velocidad de la hélice izquierda se redujo a 900 rpm (en el rango de gobierno) después de unos 10 segundos, antes de volver a la velocidad excesiva. Durante este segundo exceso de velocidad, la velocidad del compresor del motor izquierdo aumentó por encima del 110% de su valor nominal, sufriendo daños graves. Casi al mismo tiempo, la hélice derecha entró en pluma sin mando debido a un interruptor beta que funcionaba mal en la unidad de control de la hélice, mientras que el motor todavía estaba funcionando al ralentí. El primer oficial luego le dijo al comandante que el motor derecho se había apagado. Luego le preguntó si el motor izquierdo seguía funcionando. El capitán respondió que no estaba funcionando. Ambos pilotos acordaron entonces que no podían hacer nada. 
Por orden de su capitán, el copiloto hizo una llamada de emergencia al control de tráfico aérea de Madang y dio las coordenadas de la aeronave. Sin embargo, en lugar de verificar la lista de aproximación y los procedimientos de emergencia, su atención se centró en dónde iban a realizar el aterrizaje forzoso. 
La tripulación no consideró el uso del tren de aterrizaje y los flaps no se extendieron, aunque los éstos podrían haberse extendido hasta que los motores se apagaran antes del impacto y el tren de aterrizaje podría haberse extendido en cualquier momento. Si el tren de aterrizaje y los flaps se hubieran extendido, el impacto podría haber sido menos severo.
De este modo, la aeronave aterrizó a la fuerza en un terreno escasamente arbolado en el lado norte del río Buang, tocando tierra primeramente la cola, a 114 nudos, con los flaps y el tren de aterrizaje retraídos. Durante la secuencia del impacto, el ala izquierda y la cola se desprendieron a 33 km al sureste de Madang. Durante la secuencia del impacto, sufrió graves daños al chocar con árboles y el suelo, y comenzó un intenso incendio alimentado por el combustible.
Los aldeanos que habían escuchado y presenciado la aeronave en las etapas finales de su descenso procedieron al lugar del accidente para encontrar el fuselaje severamente roto y envuelto en llamas. Ayudaron a los cuatro supervivientes y los llevaron al puesto de primeros auxilios más cercano.
Los restos se detuvieron a 300 metros del punto de impacto inicial y fueron engullidos por el fuego. La parte delantera de la aeronave se fracturó detrás de la cabina y se detuvo invertida. De los 32 ocupantes de la aeronave, solo sobrevivieron los dos pilotos, el único asistente de vuelo y un pasajero de los 29 que había a bordo.

## Pasajeros
El avión transportaba 29 pasajeros, en su mayoría papúes neoguineanos, y se informó que uno de ellos era de nacionalidad malasia-china, el único sobreviviente. La mayoría de los pasajeros eran padres que intentaban asistir a las ceremonias del Día de Acción de Gracias previas a la graduación de sus hijos en la Universidad del Verbo Divino en Madang.

## Investigación
La Comisión de Investigación de Accidentes de Papúa Nueva Guinea (AIC) llevó a cabo una investigación con la asistencia de la Oficina de Seguridad en el Transporte de Australia. El informe final se emitió el 15 de junio de 2014. La AIC determinó que el piloto al mando accionó las palancas de potencia más allá de la compuerta de ralentí de vuelo y hasta el rango de beta terrestre, al intentar reducir la velocidad de la aeronave durante el descenso con mal tiempo. El beta terrestre (rango de paso inverso de la hélice) solo debe utilizarse para desacelerar o invertir la marcha en tierra, ya que en vuelo puede causar una sobrevelocidad incontrolable de la hélice y dañar los motores.
El mecanismo que alerta a los pilotos que están seleccionando el rango beta había sido objeto de investigaciones previas y se encontró que un centro de servicio aprobado por el fabricante tenía antecedentes de devolver piezas defectuosas a los operadores.
Tras varios incidentes previos de selección involuntaria del rango de Beta de Tierra en aeronaves Dash 8, que resultaron en graves daños a los motores, la Administración Federal de Aviación de EE. UU. (FAA) exigió la instalación de un sistema de protección adicional en las aeronaves operadas por aerolíneas estadounidenses. Este sistema, denominado Bloqueo de Beta, fue desarrollado por el fabricante y previene por completo la selección involuntaria del rango de Beta de Tierra en vuelo a alta velocidad. Sin embargo, los operadores fuera de EE. UU. no fueron notificados ni se les exigió que instalaran la modificación. El informe también reveló que la tripulación tuvo que lidiar con un exceso de velocidad en ambas hélices, lo que causó una gran resistencia aerodinámica, dificultando enormemente el control de la aeronave, y que se produjo un ruido significativo debido a que las puntas de las hélices superaban la velocidad del sonido, además de humo en la cabina debido a los daños en los motores y el sistema de purga de aire.
El informe criticó a los pilotos por no controlar la velocidad de descenso y la velocidad de la aeronave, tanto antes como después del exceso de velocidad, y señaló que un motor aún podía proporcionar algunos servicios auxiliares durante el aterrizaje forzoso, a pesar de no poder propulsarlo. Los pilotos apagaron este motor y, por lo tanto, perdieron la posibilidad de usar sistemas hidráulicos y eléctricos que podrían haber mejorado la supervivencia tras el aterrizaje forzoso.

## Consecuencias
Después del accidente, Airlines PNG decidió dejar en tierra toda su flota de 12 Dash 8 en espera de una investigación.También puso en cuarentena un depósito de combustible en el aeropuerto Lae Nadzab desde donde se reabasteció al avión accidentado antes de partir en el vuelo del accidente. 
Tras la publicación de los resultados iniciales del accidente, Airlines PNG incorporó el mecanismo de bloqueo de beta como modificación a todos sus Dash 8, lo que evita la selección involuntaria de la beta terrestre durante el vuelo. Posteriormente, Transport Canada, en colaboración con el fabricante de la aeronave, publicó una directiva de aeronavegabilidad que obliga a todos los operadores a nivel mundial a realizar estas modificaciones.
El 14 de octubre de 2015, cuarto aniversario del accidente, se celebró una ceremonia conmemorativa con velas en la Universidad del Verbo Divino de Madang, ya que la mayoría de las víctimas eran padres que asistían a la graduación de sus hijos. El servicio conmemorativo contó con la presencia del personal y los estudiantes de la universidad.

## Dramatización
Este accidente fue presentado en un episodio de la vigesimotercera temporada del programa de televisión canadiense Mayday: catástrofes aéreas, titulado «Juego de poder».